# Alex James
Alexander Wilson James (Mossend, 14 settembre 1901 – Londra, 1º giugno 1953) è stato un calciatore scozzese.

## Carriera
In origine cannoniere nel Raith Rovers e nel Preston North End, arrivò all'Arsenal nel 1929, squadra che era reduce da annate non positive e che cercava il rilancio sotto la guida dell'emergente Herbert Chapman, inventore del Chapman System, o modulo a WM, che si contrapponeva al metodo WW, e che sanciva di fatto la nascita del centrocampo, con il famoso quadrilatero (i due mediani più i due interni) in mezzo.
Uno dei suoi acquisti migliori per attuare il suo nuovo schema fu appunto Alex James, acquistato dal Preston N.E. per la cifra record di 9 000 sterline. La FA Cup del 1930 anticipò un lungo ciclo di successi, con quattro vittorie al campionato inglese in cinque anni (nel 1931, nel 1933, nel 1934 e nel 1935) nonostante la morte prematura di Chapman, a cui fecero seguito un'altra FA Cup nel 1936 e un nuovo campionato inglese nel 1938, quando però James aveva già lasciato Highbury (successe nel 1936).

## Palmarès

### Club

#### Competizioni nazionali
- Campionato inglese: 4

Arsenal: 1930-1931, 1932-1933, 1933-1934, 1934-1935
- Coppa d'Inghilterra: 2

Arsenal: 1929-1930, 1935-1936
- Community Shield: 2

Arsenal: 1930, 1931, 1933, 1934